# Mitchell County (North Carolina)
Mitchell County ist ein County im Bundesstaat North Carolina der Vereinigten Staaten. Der Verwaltungssitz (County Seat) ist Bakersville, das nach David Baker benannt wurde, einem frühen Siedler in diesem Gebiet.

## Geographie
Das County liegt im Westen von North Carolina, grenzt im Norden an Tennessee und hat eine Fläche von 575 Quadratkilometern, wovon 2 Quadratkilometer Wasserfläche sind. Es grenzt im Uhrzeigersinn an folgende Countys: Avery County, McDowell County und Yancey County.
Mitchell County ist in neun Townships aufgeteilt: Bakersville, Bradshaw, Cane Creek, Fork Mountain-Little Rock Creek (previously two separate townships), Grassy Creek, Harrell, Poplar, Red Hill und Snow Creek.

## Geschichte
Mitchell County wurde am 16. Februar 1861 aus Teilen des Burke County, Caldwell County, MacDowell County, Watauga County und Yancey County gebildet. Benannt wurde es nach Elisha Mitchell, einem Professor an der University of North Carolina, der bei der Erforschung des Mount Mitchell starb.
Neun Bauwerke und Stätten des Countys sind insgesamt im National Register of Historic Places eingetragen (Stand 8. März 2018).

## Demografische Daten
Nach der Volkszählung im Jahr 2000 lebten im Mitchell County 15.687 Menschen in 6.551 Haushalten und 4.736 Familien. Die Bevölkerungsdichte betrug 27 Einwohner pro Quadratkilometer. Ethnisch betrachtet setzte sich die Bevölkerung zusammen aus 97,87 Prozent Weißen, 0,22 Prozent Afroamerikanern, 0,45 Prozent amerikanischen Ureinwohnern, 0,20 Prozent Asiaten und 0,66 Prozent aus anderen ethnischen Gruppen; 0,60 Prozent stammten von zwei oder mehr Ethnien ab. 1,98 Prozent der Bevölkerung waren spanischer oder lateinamerikanischer Abstammung.
Von den 6.551 Haushalten hatten 27,4 Prozent Kinder unter 18 Jahren, die bei ihnen lebten. 60,9 Prozent davon waren verheiratete, zusammenlebende Paare, 8,1 Prozent waren allein erziehende Mütter und 27,7 Prozent waren keine Familien. 25,2 Prozent waren Singlehaushalte und in 12,0 Prozent lebten Menschen mit 65 Jahren oder älter. Die Durchschnittshaushaltsgröße betrug 2,37 und die durchschnittliche Familiengröße war 2,82 Personen.
21,2 Prozent der Bevölkerung waren unter 18 Jahre alt. 6,8 Prozent zwischen 18 und 24 Jahre, 26,4 Prozent zwischen 25 und 44 Jahre, 27,1 Prozent zwischen 45 und 64, und 18,6 Prozent waren 65 Jahre alt oder Älter. Das Durchschnittsalter betrug 42 Jahre. Auf alle weibliche Personen kamen 95,6 männliche Personen. Auf alle Frauen im Alter von 18 Jahren oder darüber kamen 92,3 Männer.
Das jährliche Durchschnittseinkommen eines Haushalts betrug 30.508 $ und das jährliche Durchschnittseinkommen einer Familie betrug 36.367 $. Männer hatten ein durchschnittliches Einkommen von 26.550 $ gegenüber den Frauen mit 20.905 $. Das Prokopfeinkommen betrug 15.933 $. 13,8 Prozent der Bevölkerung und 10,7 Prozent der Familien lebten unterhalb der Armutsgrenze. 17,2 Prozent von ihnen sind Kinder und Jugendliche unter 18 Jahre und 16,4 Prozent sind 65 Jahre oder älter.